# Станіслав Варга
Станіслав Варга (словац. Stanislav Varga; нар. 8 жовтня 1972, Липани, Чехословаччина) — чехословацький та словацький футболіст та тренер, виступав на позиції захисника. Головний тренер «Сандеції».

## Життєпис
Футбольну кар'єру розпочав у 1992 році в ББС ДжАС, а в 1994 році перейшов у «Татран», де провів п'ять сезонів. За ці п'ять сезонів Станіслав зіграв 104 матчі і забив 10 м'ячів. У 1998 році він переходить у «Слован», сума переходу склала 650,000 євро. У клубі він зіграв два сезони, де завоював три трофеї — Чемпіонство, Кубок і Суперкубок. За два сезони він зіграв понад 50 матчів і відзначився трохи більше ніж 10 голами.
Влітку 2000 року за 875 000 фунтів стерлінгів з братиславського «Слована» за ініціативи Пітера Ріда «Сандерленд» придбав високого центрального захисника з лідерськими якостями. Варга розпочав кар'єру на «Стедіум оф Лайт» дуже вдало, допоміг новому клубу обіграти «Арсенал», завдяки чому був визнаний найкращим гравцем матчу. У січні 2001 року відзначився дебютним голом за «Сандерленд» у переможному (2:0) поєдинку проти «Вест Гема».
У футболці національної збірної зіграв понад 50 матчів, у більшості з яких виводив партерів по збірній на футбольне поле з капітанською пов'язкою. З самого початку його помітив Пітер Рід, коли Станіслав грав за Словаччину в товариському матчі проти Норвегії напередодні Євро 2000, він вразив боса «Чорних котів» тим, що нейтралізував Туре Андре Флу та Уле Гуннара Сульшера.
Сезон 2001/02 років провів в оренді в «Вест-Бромвіч Альбіон», допоміг команді вийти до Прем'єр-ліги. Високий центральний захисник повернувся після трвалого періоду реабілітації від травми, щоб відвоювати собі місце в першій команді, а його останній поєдинок перед відходом в оренду, завершився тим, що під час перерви в програному (1:4) матчі на Олд Траффорд Варгу замінили. Разом з Бйорклундом та Джоді Креддоком більше не отримав шансу заграти в «Сандерленді» й по завершенні сезону 2003 року отримав статус вільного агента.
Менш ніж через місяць, Мартін О'Нілл запропонував захиснику короткострокову угоду. Незважаючи на те, що за період цього договору Станіслав зіграв лише 1 матч у футболці «Селтіка», в липні 2003 року він підписав з клубом новий 2-річний контракт. У сезоні 2003/04 років був одним з провідних футболістів своєї команди, допоміг їй досягти прекрасних результатів у національних змаганнях — оформити «золотий дубль» (перемога в Прем'єр-лізі та кубку Шотландії). У чемпіонаті Варга допоміг «Селтіку» пропустити лише 25 м'ячів, завдяки чому «кельти» встановили новий рекорд з 25 перемог поспіль (з початку сезону команда мала 32 безпрограшні матчі), а також 77 безпрограшних домашніх матчів. Також Станіслав відзначився 7-а голами в усіх змаганнях. Сезон 2004/05 років став для Варги не таким вдалим, у заключному турі ШПЛ «Селтік» втратив чемпіонство, проте зумів виграти Кубок Шотландії. У фінальному поєдинку з рахунком 1:0 столичний клуб обіграв «Данді Юнайтед», єдиним  голом у тому поєдинку відзначився Алан Томпсон (зі штрафного удару). Протягом цього сезону Станіслав продовжував бути найнадійнішим захисником «Селтіка». Він навіть відзначився 6-а голами того сезону, в тому числі й у програному (1:3) поєдинку групового Ліги Європи проти «Мілану». У цей час, як й Стіліян Петров до цього, серед шотландських вболівальників та місцевих ЗМІ, через складність прочитання імені «Станіслав» словака почали називати «Стен».
31 серпня 2006 року він повернувся в «Сандерленд», який очолив новий тренер Рой Кін, колишній одноклубник Варги в «Селтіку». За перехід словака та Росса Воллеса столичний клуб заплатив приблизно 1 100 000 фунтів стерлінгів. Дебютним голом за «Сандерленд» відзначився вже в своєму другому ж матчі за англійський клуб, проте він не допоміг його команді уникнути поразки від «Престона» (1:4).
Завдяки антропометричним даним, а також прекрасній грі в повітрі та в захисті в цілому, став улюбленцем фанів зі «Стедіум оф Лайт». 4 січня 2008 року відправився в 1-місячну оренду до «Бернлі», де повинен був замінити Найрона Носворти. Завдяки вдалому дебюту за «Бернлі» в переможному (1:0) поєдинку проти «Плімут Аргайл», потрапив до Команди тижня Чемпіоншипу.
По завершення сезону 2007/08 років «Сандерленд» дозволив Варзі залишити команду.

## Статистика виступів за збірну

### Матчі
| Рік     | Матчі | Голи |
| ------- | ----- | ---- |
| 1997    | 2     | 0    |
| 1998    | 9     | 0    |
| 1999    | 12    | 0    |
| 2000    | 7     | 0    |
| 2001    | 9     | 0    |
| 2002    | 0     | 0    |
| 2003    | 1     | 0    |
| 2004    | 6     | 1    |
| 2005    | 6     | 0    |
| 2006    | 2     | 1    |
| Загалом | 54    | 2    |

### Голи за збірну
| Гол | Дата         | Стадіон                                          | Суперник  | Рахунок (хв.) | Результат | Змагання               |
| --- | ------------ | ------------------------------------------------ | --------- | ------------- | --------- | ---------------------- |
| 1   | 28. 4. 2004  | Стадіон ім. Валерія Лобановського, Київ, Україна | Україна   | 1:1 (65.)     | 1:1       | товариський матч       |
| 2   | 11. 10. 2006 | Тегельне поле, Братислава                        | Німеччина | 1:3 (58.)     | 1:4       | кваліфікація ЄВРО 2008 |

## Досягнення

### Як гравця
«Слован»
- Словацька Суперліга
  -  Чемпіон (1): 1998/99
- Кубок Словаччини
  -  Володар (1): 1998/99
- Суперкубок Словаччини
  -  Володар (1): 1998/99

«Селтік»
- Прем'єр-ліга Шотландії
  -  Чемпіон (2): 2003/04, 2005/06
- Кубок Шотландії
  -  Володар (2): 2003/04, 2004/05
- Кубок шотландської ліги
  -  Володар (1): 2005/06

«Сандерленд»
- Чемпіоншип
  -  Чемпіон (1): 2006/07

### Як тренера
«Татран»
- Друга ліга Словаччини
  -  Чемпіон (1): 2015/16